# WakeOne
Wake One (hangeul : 웨이크원) est une maison de disque sud-coréenne, originellement fondée en 2014 sous le nom de MMO Entertainment. Il s'agit du principal label discographique de CJ ENM.

## Histoire
MMO Entertainment est fondé en février 2014 en tant que filiale de CJ E&M. Le nom du label est un acronyme pour « Music Makes One ». À son lancement, MMO Entertainment avait pour objectif de se spécialiser dans la gestion de solistes masculins. En mars 2020, le label se rebaptise Onefect Entertainment.
En mai 2021, Onefect Entertainment change officiellement à nouveau de nom pour devenir Wake One. CJ ENM déclare que ce nouveau label sera chargé de la gestion du groupe TO1 qui était précédemment assurée par n.CH Entertainment.
Le 3 août 2021, lors du lancement de Wake One, il est annoncé que les labels discographiques Stone Music Entertainment, Onefect Entertainment, Studio Blue et Off the Record seront tous fusionnés et intégrés à Wake One. Ce choix est le résultat de la stratégie de CJ ENM visant à réorganiser ses labels en les unifiant.
En octobre 2021, Wake One annonce prendre en charge la co-gestion du groupe vainqueur de Girls Planet 999, Kep1er, avec Swing Entertainment.  En avril 2023, le label annonce cette fois-ci prendre en charge la gestion du groupe vainqueur de Boys Planet, Zerobaseone. 
Le 1er juin 2024, Wake One fait une fusion-absorption de Swing Entertainment, un label fondé en 2018 et également détenu à 100 % par CJ ENM, afin de renforcer ses compétences managériales. 
En juillet 2024, à la suite de l'émission I-Land 2: N/a diffusée par Mnet, Wake One prend en charge la gestion du groupe vainqueur Izna, avec sa production assurée par The Black Label. Le groupe est le premier girl group de Wake One avec un contrat standard et non un contrat temporaire. 

## Artistes

### Groupes
- Kep1er
- Zerobaseone
- Izna (co-produit avec The Black Label)[9]

### Solistes
- Roy Kim
- Ha Hyun-sang
- Jo Yu-ri
- Lim Seul-ong[11]
- Kim Feel[12]
- Kim Jae-hwan[13]

## Anciens artistes

### Sous WakeOne
Liste des groupes et artistes anciennement sous WakeOne :
- Song Soo-woo (2021–2022)
- TO1 (2021–2023)[14]
  - Chihoon (2021–2022)[15]
  - Minsu (2021–2022)[16]
  - Jerome (2021–2022)[16]
  - Woonggi (2021–2022)[16]
  - Renta (2022–2023)[17]
  - Donggeon (2021–2023)[14]
  - Chan (2021–2023)[14]
  - Jisu (2021–2023)[14]
  - Jaeyun (2021–2023)[14]
  - J.You (2021–2023)[14]
  - Kyungho (2021–2023)[14]
  - Daigo (2022–2023)[14]
  - Yeojeong (2022–2023)[14]
- Mbitious (2023–2024; co-managé avec ER Contents Media Group)[18],[19]
- Davichi (2014–2024)[20]
  - Lee Hae-ri (2014–2024)[20]
  - Kang Min-kyung (2014–2024)[20]

### Sous MMO Entertainment
Liste des groupes et artistes anciennement sous MMO Entertainment :
- Hong Dae-kwang (2014–2017)[21]
- Wable (2016–2017)
- Park Bo-ram (2014–2018)[22]
- Kang Daniel (ex-Wanna One; 2017–2019)[23]
- Yoon Ji-sung (ex-Wanna One; 2017–2019)[23]
- Son Ho-young (2014–2019)[24]
- IN2IT (2017–2020)[25]
- Kim Feel (2016–2020)[26]